# Јавни радио Јерменије
Јавни радио Јерменије (јерм. Հայաստանի Հանրային Ռադիո) је јавни радио емитер у Јерменији. Основан је 1926. године и остао је један од највећих емитера у земљи, са три национална канала. Агенција такође има највећи звучни архив у земљи, четири оркестра и учествује у програмима очувања културе.

## Ране године
У Јерменији је 1. септембра 1926. емитован први експериментални радио програм (у трајању од 25 минута) под називом „Глас Јеревана“. Први тестни програми били су углавном програми народне музике који су редовно прекидани локалним вестима, чиме је пуштена у рад прва радио станица у Јерменији. Ово је створило нове перспективе за аматерски радио рад и омогућило је планирање развоја радио и жичане мреже за емитовање. Стварање радио станице омогућило је коришћење радио-дифузије као једног од најефикаснијих масовних медија за информисање и образовање становништва. Због тога се очекивало да радио програми покривају оне теме које би заинтересовале људе различитих специјалности и задовољиле њихове потребе.
Јерменски републички радио је 15. јуна 1927. почео да емитује своје програме редовно. У раним годинама само Јереван и околна села су пали под радијус емитовања. Залагањем групе љубитеља радија радио је 1927. године обезбеђен у више од 25 села, а следеће године у још 40.
Национални штампани медији су 6. априла 1927. објавили први радио програм који се састојао од вести и концерата.
До 1929. глумци и новинари из новинских редакција позивани су да воде радио програме. Тек у децембру 1929. су први радио водитељи - Вергине Бабаиан и Сурен Кананиан позвани да раде на Републичком радију Јерменије.
Крајем 1929. године формиран је Републички радио-комитет. Комисија је имала 12 запослених и сваке године је емитовала два 160-часовна програма. 1930-их публика се значајно повећала. Нове техничке и креативне могућности су стављене у употребу.
Републички радио је у послератном периоду отворио низ нових редакција, проширио радијус радио-преноса, 1947. године почео са радом други канал (музичко-информативни), креирао нове програме и пројекте, продужио време емитовања и проширио своју публику. Године 1947. радио комитет је реорганизован у радио информативни комитет при Савету министара Јерменске Совјетске Социјалистичке Републике .
Зграда нових радио предајника пуштена је у рад 1957. године. Године 1962. цела територија Јерменије је добила радио службу. Године 1965. формиран је уреднички компилацијски фонд за снимке ауторских представа и радио записе. Златни фонд радија садржи више од 20000 (150000 сати) звучних записа, музичких наступа, уметничких и поетских програма и радио наступа.

## Дан радија
Дан радија је прослава развоја радија. Обележава се 7. маја, на дан 1895. године када је Александар Попов успешно демонстрирао свој изум. Дан радија први пут је обележен у Совјетском Савезу 1945. године. Истиче значај и улогу радија у политичком, друштвеном и културном животу земље.

## Чланство у ЕБУ
Јавна телевизијска и радио компанија Јерменије је члан удружења националних емитера, Европске радиодифузне уније.  Раније је био придружени члан ЕРУ-а. Тиме је Јавни радио Јерменије добио право да реемитује програме и учествује у пројектима ЕБУ.

Године 2013. Јавни радио Јерменије покренуо је веб портал, уз помоћ ЕРУ-а, који повезује продуценте и публику радио програма намењених младима широм Европе. Међународни портал LyunSe обједињује актуелне приче из радио програма за младе широм Европе и подстиче интеракцију кроз низ специјализованих форума. Портал је развијен је у Јеревану и Женеви с подршком ЕРУ-овог партнерског програма.

## Међународне вести
8. августа 1947. донета је одлука да се створи уредничка група, која би припремала радио програме за Јермене који живе у иностранству. Први програм овог одељења емитован је на кратком таласу 10. августа 1947. године. Радио Ереван је 1956. године почео да емитује дневне вести на курдском језику. Од 1957. године, поред емитовања на Средњем истоку и Блиском истоку, покренуто је и емитовање у западноевропским земљама.

## Националне станице
- Առաջին ծրագիր ( Први програм ) – водећа станица са разноврсним форматом
- Իմ ռադիո или Им Радио ( Мој радио ) – музичка станица оријентисана ка младима
- Ռադիո Արևիկ [] ( Радио Аревик ) – дечија музика и програм
- Եզդի ռադիո (језидски радио ) – станица за језиде у Јерменији
- Ռադիո Մշակույթ или Радио Мшакујт ( Радио Култура ) – култура, уметност и класична музика

### Међународна служба
Међународни јавни радио Јерменије (јерм. Հայաստանի հանրային ռադիո) је међународни радиодифузни сервис, основан 1967. године под ознаком Радио Јереван. Међународни јавни радио Јерменије емитовао је на кратким таласима пре 2006. године, а затим је прешао на онлајн емитовање. Емитује програм на бројним језицима, укључујући јерменски, курдски, арапски, азербејџански, енглески, персијски, француски, грузијски, немачки, руски, шпански и турски.

## Ансамбли и оркестри
Створени су и функционишу следећи креативни тимови у оквиру Јавног радија Јерменије:
- Ансамбл народних инструмената назван по Араму Мерангуљану (основан 1926. године, уметнички руководилац – Рубен Матевосјан)
- Разноврсни симфонијски оркестар (основан 1972, уметнички директор – Јерванд Јерзнкјан)
- Дечји и омладински естрадно-фолклорни ансамбл Аревик (основан 1979. године, уметнички руководилац – Армен Геворгјан)
- Камерни хор Јерменског националног радија (основан 1929. године, уметнички директор – Тигран Хекекјан до 2002)
- Г. Ачемјан национални ансамбл виолина Јерменије (основан 1970. године, 2003. пребачен у Државни конзерваторијум Комитас у Јеревану)
- Оган Дурјан симфонијски оркестар Националног радија Јерменије (основан 1966)